# Заморські гості
«Заморські гості» — картина Миколи Реріха, написана в 1901 році. Входить в цикл картин «Початок Русі. Слов'яни».

## Історія створення
У 1899 році Микола Костянтинович Реріх здійснив подорож по «великому водному шляху» до Новгороду. Про цю подорож він написав: «Дивно й страшно було усвідомлювати, що по тим же самим місцях плавали тури варязькі, Садко багатого гостя вільні струги, пропливала Новугородская рать на фатальну Шелонскую битву...». Саме тоді у Реріха зародився сюжет «Заморських гостей» — картини, яку він написав уже в Парижі.
На виставці в Імператорської Академії Мистецтв в 1902 році картину придбав Микола II для Царськосельського палацу. В даний час вона зберігається в Державній Третьяковській галереї.

## Стиль
У декоративності кольору і композиційної завершеності видно вплив Куїнджі . Авторський підзаголовок «Народна живопис» підтверджує використання Реріхом мотивів і фарб народного малярства. Картина наповнена елементами, якими рясніють роботи давньоруських іконописців і майстрів прикладного мистецтва - тури, червоні вітрила, темно-синя річка. Однак Реріх був далекий від сліпого наслідування, він поєднував естетику минулого з сучасним сприйняттям і керувався принципами модерну, створюючи ефект декоративного панно . У «Заморський гостях» яскраво проявився композиційний талант Реріха. Художник оперує великими і узагальненими тоновими і колірними масами і домагається тим самим максимальної простоти, поєднуючи продуманість деталей з монументальністю і не допускаючи оттенения значущості образів.

## Сюжет
У статті «По шляху з варяг у греки» (1899) Реріх описав уявну поетичну картину:
Пливуть опівнічні гості. Світлою смугою тягнеться пологий берег Фінської затоки. Вода точно переповнилася синявою ясного весняного неба; вітер рябить по ній, зганяючи матово-лілуваті смуги і кола. Зграйка чайок опустилася на хвилі, безтурботно на них захиталася і лише під самим кілем передній тури блиснула крилами - всполошило їх мирне життя щось малознайоме, небачене. Нова струмінь пробивається по стоячій воді, біжить вона в вікову слов'янську життя, пройде через ліси і болота, перекотиться широким полем, підіймаючи пологи слов'янські - побачать вони рідкісних, незнайомих гостей, подивуватися вони на їх строго бойової, на їх заморський звичай. Довгим рядом йдуть човни! Яскраве розфарбування горить на Сонце. Лихо завернулися носові борти, що завершився високим, струнким носом.
Саме ці образи і втілив художник в «Заморських гостях». Художник виконав кілька повторень картини.